# آشپزی آلبانیایی

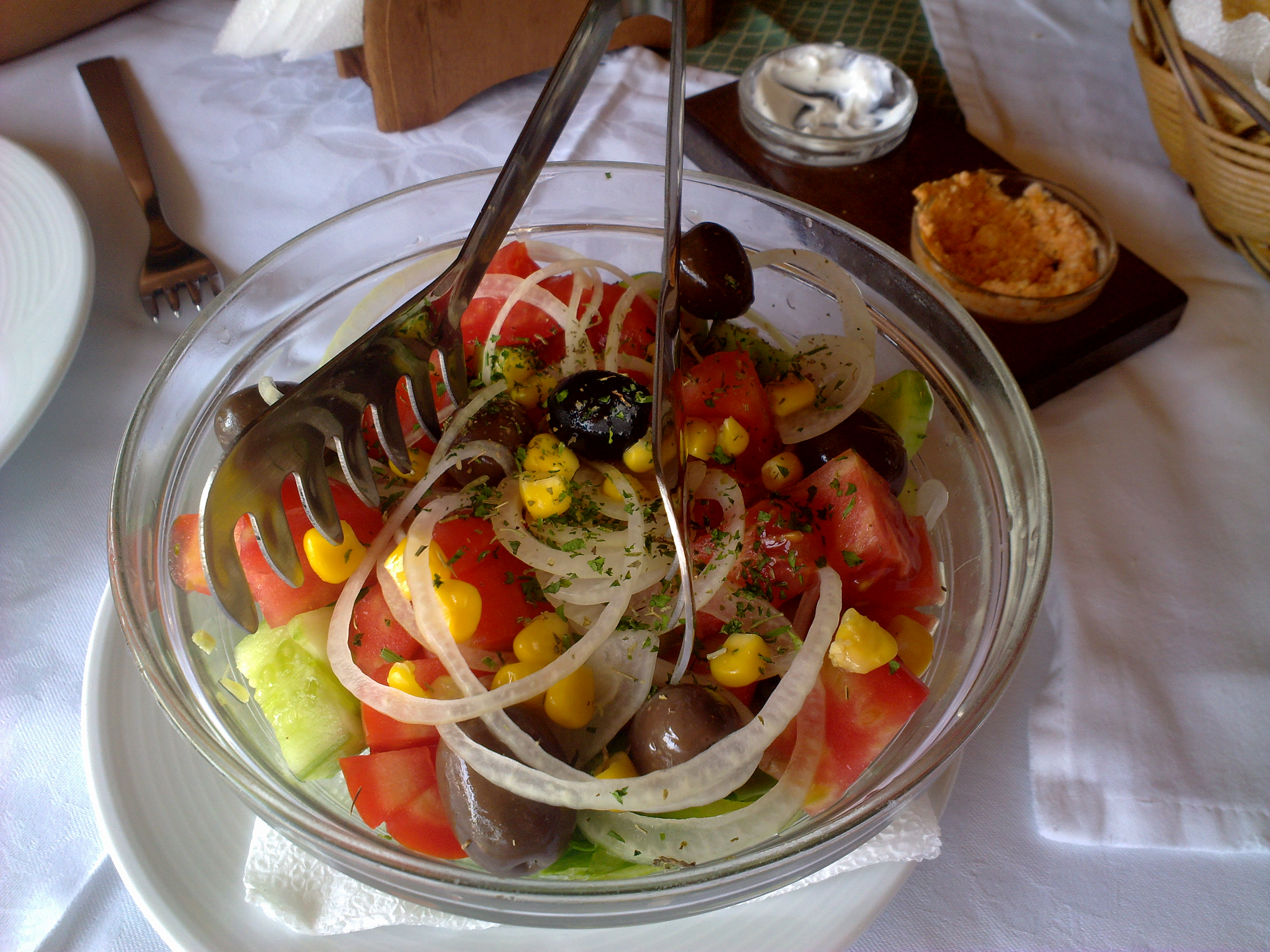
یک نوع سالاد سبزیجات آلبانیایی

آشپزی آلبانیایی (انگلیسی: Albanian cuisine) نماینده ای از آشپزی مدیترانه ای است. هم چنین نمونه ای از رژیم غذایی مدیترانه‌ای بر اساس اهمیت روغن زیتون، میوه‌ها، سبزیجات و ماهی است. پخت و پز سنتی آلبانیایی‌ها، به علت عوامل محیطی که از همه مهم‌تر به‌طور تقریبی برای کشت هر نوع سبزی، تره بار و میوه مناسب می‌باشد، متنوع است. روغن زیتون، قدیمی‌ترین و رایج‌ترین روغن گیاهی است که در پخت و پز آلبانیایی استفاده می‌شود، که از دوران باستان در تمام کشور به خصوص در کرانه ساحلی تولید شده‌است.